# ブキミの谷のロボ子さん
『ブキミの谷のロボ子さん』（ブキミのたにのロボこさん）は、伊咲ウタによる日本のSF漫画。人工知能やロボットが一般的になった近未来を舞台に、他人と関わらず生きてきた男性と、高度な人工知能を持つアンドロイドが、ともに「人間とは何か」について手探りしていく物語である。『月刊コミック電撃大王』（KADOKAWA）にて、2017年10月号から2019年4月号まで連載。
作品名にある「ブキミの谷」は、人間を模したロボット（アンドロイド）の表情や言動が精密、細緻になっていくにしたがって薄気味悪さを感じてしまう心理学用語「不気味の谷現象」から来ている。

## 舞台
作中では明示されていないが、第1巻の後書きでは2025年としている。
また第1話の冒頭でも「大阪万博まで半年」との表現がある。2018年9月現在、大阪府を主体とする誘致委員会が2025年に開催される万国博覧会の誘致活動を行っており（2025年万国博覧会の大阪招致構想）、そのことからも2025年（または2024年）であることがわかる。ほかにも第2巻のカバー下では、2025年に存在するテクノロジーについて解説されている。

## 登場人物
上小杉 惣介（かみこすぎ そうすけ）
本作の主人公。28歳。他人に合わせることがてきず、誰とも関わり合いにならないように過ごしてきた独りで暮らしてきたデイトレーダー。妹は作中で「ひきこもり」と表し、公式サイトでは「人間のクズ」と書かれている。突然やってきたロボ子に大きな迷惑と戸惑いを感じている。
様々なことに対して欲がなく、自分は何が楽しくて生きているのか、と考えている。
ロボ子
本作のヒロイン。自己学習機能を搭載したアンドロイド。「ロボ子」は惣介が付けた仮の名前であり、正式名称はAPG25R。惣介のもとに「人工知能がどこまで人間に近づけられるか」という実験のために送られてきた。極めて精巧な造型をして人間と区別がつかないが、まばたきをしない点をあげて「片手落ち」と惣介は表した。
人間に関する知識がほとんどなく、感情も乏しい。常にセーラー服を着ており、第1巻の途中からは「夏らしい服」として夏服のセーラーになった。
山重 あきほ（やましげ あきほ）
惣介と同じアパートに住む女の子。
林
惣介と同じアパートに住む噂好きの隣人。
上小杉 涼（かみこすぎ りょう）
惣介の妹。父親の死をきっかけに惣介とは長く疎遠になっていたが、第5話（第1巻）で惣介とロボ子の前に現れる。

## 制作背景
作者である伊咲が編集者と打ち合わせをした際に「歳の差の男女がいい」、「ダメな大人と美少女」、「大人のダメなところも認めてくれる女の子」といった話で盛り上がったところから生まれたという。それが作品ではロボット（アンドロイド）になったのは、伊咲が以前「不気味の谷」という用語を聞いた瞬間に「不気味の谷子さん」という言葉を思いつきTwitterに少女のイラストを投稿したのが原点という。

## 書誌情報
- 伊咲ウタ『ブキミの谷のロボ子さん』 アスキー・メディアワークス〈電撃コミックスNEXT〉、全3巻
  1. 2018年5月26日発行（同日発売[3]）、ISBN 978-4-04-893805-1
  2. 2018年8月27日発行（同日発売[4]）、ISBN 978-4-04-912005-9
  3. 2019年5月25日発行（同日発売[5]）、ISBN 978-4-04-912542-9